# أخي جان
أخي جان هي قرية في مقاطعة شاهين دج، إيران. يقدر عدد سكانها بـ 129 نسمة بحسب إحصاء 2016.